# Mirkowice (województwo świętokrzyskie)
Mirkowice – wieś w Polsce, położona w województwie świętokrzyskim, w powiecie ostrowieckim, w gminie Bodzechów, Leży przy DW751.
W latach 1975–1998 miejscowość administracyjnie należała do województwa kieleckiego.
Wieś sołecka – zobacz jednostki pomocnicze gminy Bodzechów w BIP.

## Integralne części wsi
| SIMC    | Nazwa             | Rodzaj    |
| ------- | ----------------- | --------- |
| 0229665 | Mirkowice-Kolonia | część wsi |

## Historia
W wieku XIX Mirkowice – wieś włościańska w  powiecie opatowskim, ówczesnej gminie Częstocice, parafii Momina, odległe 11 wiorst od Opatowa.
- 1827 r. spisano 29 domów 144 mieszkańców
- 1885 było tu 21 domów, 141 mieszkańców, 442 mórg ziemi[7].
- 1921 – wieś w gminie Częstocice – domów 37 mieszkańców 237[8]

W XV w. dziedzicami byli Warsz Michowski i Andrzej Wojdak. Łany kmiece dawały dziesięcinę prebendzie kieleckiej, folwarki zaś kościołowi w Mominie (Długosz L.B. t.II, s.471).